# María Evangelista Quintero Malfaz

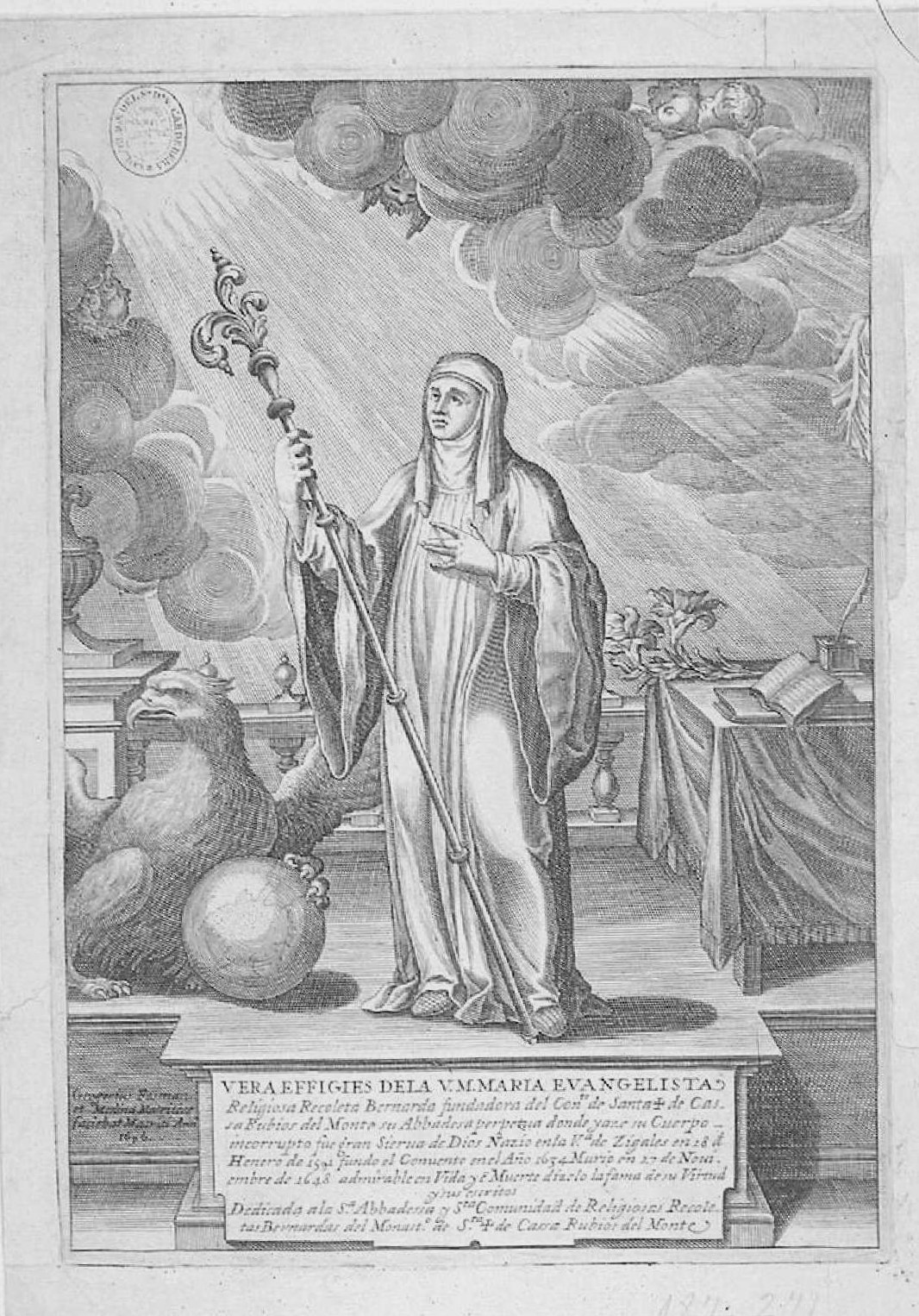
María Evangelista, grabado a buril de Gregorio Fosman, 1696. Biblioteca Nacional de España.

María Quintero Malfaz, en religión María Evangelista o María de San Juan Evangelista (Cigales, 18 de enero de 1591-Casarrubios del Monte, 27 de noviembre de 1648) fue una religiosa cisterciense y escritora mística española, fundadora del monasterio de bernardas recoletas de Santa Cruz en Casarrubios del Monte (Toledo).

## Biografía
Nació el 6 de enero de 1591 y fue bautizada el 18 del mismo mes en Cigales (Valladolid), hija de Gonzalo Quintero e Inés Malfaz, labradores acomodados. Era la quinta hija del matrimonio, precedida por cuatro varones. Al año falleció su padre. Educada por su madre, mujer de profundas convicciones religiosas, a su muerte, en 1608, María Evangelista ingresó en el monasterio cisterciense de San Joaquín y Santa Ana de Valladolid, en el que profesó el 20 de mayo de 1610. Su ingreso, negociado por uno de sus hermanos, sacerdote, se hizo al parecer por cuestión de dote en calidad de hermana lega, lo que suponía no poder asistir regularmente al coro, que era su verdadera vocación, por tener que ocuparse de tareas manuales.
Como hermana lega o conversa fue destinada en primer lugar a la cocina, pero pronto aparecieron problemas de salud, que solo mejoraba cuando no asistía a dichas tareas. Las frecuentes estancias en la enfermería determinaron a la abadesa a confiarle el oficio de ropera, un oficio más propio de monja de coro y que le permitía asistir al rezo de las horas litúrgicas. Aunque por regla general no se admitía el paso de lega a corista, prohibido por la bula Circa pastorali officci (1566) del papa Pio V, que establecía que también las legas habían de vivir en clausura y con votos solemnes, a María Evangelista se le permitió profesar como monja de coro tras diecisiete años como lega y tras una votación secreta, celebrada conforme a las indicaciones de Ana de Austria, abadesa de las Huelgas, en la que las religiosas del cenobio vallisoletano aprobaron por unanimidad el cambio de estado. En ello debió de tener parte importante su confesor, el padre Francisco Bivar, que al tiempo que la animaba a poner por escrito las revelaciones de las que había tenido conocimiento en el confesionario, gestionó la nulidad de la profesión como lega, alegando falta de intención. No obstante, su admisión como corista despertó recelos y envidias entre las hermanas, agravados al difundirse la noticia de las revelaciones, que acabaron con la expulsión de Bivar del convento, reclamada por la misma abadesa de las Huelgas.
El 25 de octubre de 1634 salió del monasterio de Santa Ana acompañada de dos monjas y dos jóvenes seglares, futuras novicias, para fundar el Monasterio de la Santa Cruz en Casarrubios del Monte. La fundación, aprobada por Fernando de Austria, arzobispo de Toledo, contaba con el patronato de Alonso García Ojea, consejero del reino, y su mujer, María Rodríguez, ambos naturales de Casarrubios. En una instalación provisional, la clausura del nuevo convento quedó cerrada el 27 de noviembre y el mismo día María Evangelista fue elegida abadesa. Falleció en él, con fama de santidad, a las 12 de la noche del 27 de noviembre de 1648 y su cuerpo, por deseo de los vecinos de Casarrubios, permaneció dos días expuesto en el coro. 

## Revelaciones, escritos y fama de santidad
En 1737 Pedro de Sarabia, párroco de la iglesia de San Andrés en Casarrubios del Monte, escribió la primera biografía de la monja, Vida y espiritualidad de la Madre María Evangelista, que dejó inacabada al morir, en la que recogía cuantos testimonio pudo reunir tanto en Casarrubios como en Valladolid y en Cigales, posiblemente con intención de promover el proceso de beatificación, cuya apertura, a nivel diocesano, aún tardó muchos años en iniciarse, pues solo se abrió en noviembre de 2011 y quedó cerrado tres años más tarde, con su remisión a Roma.
Entre los prodigios que se le atribuyen, la madre Gertrudis del Santísimo Sacramento, una de las primeras religiosas en ingresar en el monasterio de Casarrubios, autora de una Relación-Historial de la fundación del monasterio de santa Cruz de la Villa de Casarrubios del Monte, cuenta que María Evangelista estuvo gravemente enferma, hasta el punto de temerse por su vida, en el verano de 1638, «todo el tiempo que por los franceses estuvo sitiada la plaza de Fuenterrabía», y sanó cuando las tropas españolas levantaron el asedio. Como las monjas advirtieron la coincidencia, se lo comunicaron así a su confesor, que entonces era el padre Lucas Gaudín, quien les respondió «que no se sorprendieran, porque la Madre Evangelista había peleado más que los soldados en aquella guerra. El Señor Almirante la vio allá mientras luchaban, y se consoló al saberse asistido y amparado por esta santa Madre, por el grande crédito que tenía de su santidad».
La misma religiosa cuenta que algunos años más tarde la madre Evangelista supo, sin que nadie se lo hubiese comunicado, que en casa de una novicia había un lienzo viejo con la imagen de Cristo con la cruz a cuestas, que la postulante no había aportado al monasterio por juzgarlo inservible a causa de su mal estado. Reclamado por la abadesa se colocó la pintura en el claustro donde un día, al pasar las monjas rezando los salmos penitenciales, observaron que el rostro de Cristo tenía peor aspecto y sudaba sangre y agua, que la madre Evangelista limpió con un paño, siendo desde ese instante objeto de mucha veneración en la villa tanto el cuadro, que pasó a llamarse del Cristo de la sangre, como el paño con el que se le había limpiado el sudor.
Sin formación teológica y escasos estudios —apenas sabía leer y escribir y lo hacía con muy mala ortografía— dejó escrita una Obra del Génesis en 488 páginas y varios escritos menores, entre ellos, sin acabar, un comentario del libro del Éxodo de solo veinte páginas titulado Arca del propiciatorio, y algunos otros escritos sueltos con títulos como Misericordias de Dios comunicadas, Misericordias de Dios continuadas, Misericordias de Dios reveladas y Favores y Mercedes—Ángeles y Santos que podrían considerarse fragmentos o capítulos de una obra inconclusa en torno a la cruz de Cristo, no todo escrito de su mano pues en algún caso su confesor, el padre Francisco Bivar, hizo de amanuense, y algunos cuadernillos son copias hechas por sus hermanas para disponer de textos más legibles que los autógrafos, y transcripciones realizadas por fray Juan de Tudela de Duero que fue quien puso en 1666 los títulos por los que son conocidos estos escritos.
Con descripciones de toda la geografía bíblica, explicaciones de los significados simbólicos de pasajes del Génesis, como la referida al árbol de la ciencia, y revelaciones sobre la pasión de Cristo —el mismo Jesús le manifestó que en su corona de espinas, entre pequeñas y grandes, las espinas que lo hirieron fueron tres mil menos una— en los escritos de María Evangelista se encuentra información sobre los setenta y dos discípulos de Jesús con algunas noticias biográficas relativas a sus martirios. El padre Bivar escribió un «prólogo» a los 72 Discípulos del Señor de la madre Evangelista conservado manuscrito en la Real Academia de la Historia. Explicaba en él que:

de su repartimiento por el Mundo, su Predicación, Milagros, y gloriosos Martirios, y quáles, quiénes finalmente fueron estos famosos y dichosos 72 Discípulos, solo Dios que lo sabe, lo puede referir; y assí solo a su Magestad damos por autor, que al cabo de 1600 años, que se ignora, se ha servido de manifestarlo a su Iglesia por medio de esta Criatura la V. M. María Evangelista... Hace más persuadible esta Historia, por lo general, la calificación del espíritu de esta Persona... La otra más particular lo que en esta mesma historia aconteció, y es: que una Persona sin letras, ni lectura, por tan largo tiempo como va, desde el 16 de abril del año 1628, hasta el 14 de febrero de 1629, que son onze meses, fuese reciviendo poco a poco, y a días mui apartados, unos de otros (..) quando ya no tenía noticia de cosa de los que primero avía sabido, no escribiéndolo ella, ni quedándose con los papeles, para repasarlos, y actuar la memoria en lo pasado, sino dictando cada cosa de por sí, el día y quando se lo communicava, texiese una tela tan bien ordenada, y ajustada en todas sus partes como en ella se verá...

Bivar, dado a creer con demasiada facilidad en revelaciones divinas, daba también entero crédito a las ficciones de Jerónimo Román de la Higuera, habiendo escrito unos comentarios al cronicón de Dextro, que iban a guiar y retroalimentar las revelaciones de su hija de confesión. Muy devota de san Jeroteo, a quien Higuera había hecho primer obispo de Segovia —donde María Evangelista se había propuesto fundar convento de bernardas recoletas antes de hacerlo en Casarrubios— un día, cuenta el canónigo segoviano Moya y Munguía, 

se le apareció el Divino Hieroteo, teniendo el Santo su Cabeça en las manos, y predicando.
Fue luego a su Confesor [Bivar], y díxole, si en aquella visión le quería el Señor dezir, que San Hieroteo muriesse martirizado; y lo que se sabía era, que fue Confessor.
Aviendo esta sierva de Dios preguntádolo al Señor, la dixo su Magestad, que San Hieroteo avia sido Mártir, y que teniendo su Cabeça en sus manos predicó tres horas a los Enemigos de la Fe, los quales le avían cortado la Cabeça; que fue Obispo de Segovia, y que estava enterrado en Segovia.

Además de confirmar de este modo lo afirmado por Higuera en relación con el episcopado segoviano, con otros muchos detalles, incluida una descripción del aspecto físico del santo, la revelación agregaba la condición de mártir y lo más interesante: que su cuerpo se encontraba enterrado en Segovia —la cabeza había sido hallada ya en otro monasterio cisterciense, el de Sandoval, estando presente Bivar—. Sobre el lugar de sepultura iban a versar otras revelaciones hechas a la madre Evangelista. Hasta la llegada a la sede segoviana del obispo Diego Escolano y Ledesma era poco el caso que los obispos de Segovia habían hecho de san Jeroteo, resistiéndose a concederle el rezo que reclamaban sus partidarios. Además, en Segovia es donde el marqués de Agrópoli había comenzado a combatir las ficciones de Higuera a propósito, justamente, de san Jeroteo y el disputado patronazgo de la diócesis con san Frutos. Pero Escolano acabó concediendo el rezo en 1666 y su sucesor al frente de la diócesis, Jerónimo Mascareñas, se propuso hallar el cuerpo. Con ese fin el canónigo Moya se puso en contacto con las monjas de Casarrubios, que después de veinte años muerta María Evangelista conservaban sus papeles y su devoción a san Jeroteo, y el 10 de octubre de 1668 sor Gertrudis del Santísimo Sacramento, en una extensa carta, respondió a Moya que quienes buscasen su cuerpo habían de encomendarse muy especialmente al Espíritu Santo, «que dize la Benerable Me que le bio en figura de paloma y que con el pico le señalaba el lugar donde están las Stas Reliquias», conforme a lo que María Evangelista había dejado escrito en su biografía del santo, natural de Atenas y de madre segoviana. Los detalles sobre la sepultura le habían sido revelados a la madre Evangelista entre finales de 1628 y primeros de 1629, y la participación o dirección de Bivar en tales revelaciones resulta en ellas patente:

Sábado a 23 de diciembre en la Comunión de la mañana yo le traté a Nº Señor, cerca de las cosas de S. Hyerotheo: si iría mi Confesor a Segovia, y dónde estava de cierto el cuerpo? Dixo Nº Señor: que la idea no se escusava: mas que primero nos informásemos de todo lo que en Arjona sucediese cerca de los Stos Mártires nuevamente hallados, que ha dicho lo hace para abrir camino a Nº S. Hyerotheo, y que quando fuese allá, que cavásemos a 22 Varas de la pared de los pies de la Yglesia, y 4 de las de los lados: y que no dejaría de aver mortificación.
Lunes 25 de diciembre, ayer tratava yo con Nº Señor, lo de S. Hyerotheo, y dixe Señor, y si toda la Yglesia no tiene 20 varas? Dixo Nº Señor: andad, que yo me contento con que busquen solas 15.
Martes a 2 de enero: aquí me mostró el Señor el Sepulcro de S. Hyerotheo: parecíame como de Plomo, o estaño a modo de Ataúd [...] Viernes 9 de febrero, este día propuse a Nº Señor: en quál de dos Yglesias que avían sido Cathedrales de Segovia estava S. Hyerotheo, en la que destruyeron los Comuneros, y ahora dicen que está arrasada con el suelo; o en la de S. Gil, que está en un Valle? Díxome el Señor, Certeza, que era la de S. Gil...

El 3 de mayo de 1669, a instancias de Mascareñas, comenzaron las excavaciones en la pequeña iglesia de San Gil, en el valle del Eresma, con participación de todos los estamentos urbanos y las órdenes religiosas presentes en la ciudad, que por turno bajaban a cavar excepto los dominicos, muy críticos con semejantes revelaciones. Mediado el mes de agosto se optó por demoler la iglesia, que con las excavaciones ya amenazaba ruina. Un dominico, Juan Navamuel, aprovechó para reivindicar a su orden, escribiendo que al llegarle noticia del suceso al rey Carlos II amonestó al prelado «que le havía embiado a Segovia, no para destruir, sino para edificar la Iglesia». Si ello no es cierto, sí lo es que el reproche le llegó del Consejo de Castilla, pero las excavaciones prosiguieron todavía algún tiempo, sin obtener ningún otro resultado.